# Bom Sucesso do Sul
Bom Sucesso do Sul – miasto i gmina w Brazylii, w stanie Parana. Znajduje się w mezoregionie Sudoeste Paranaense i mikroregionie Pato Branco.